# پنجره‌های باز
پنجره‌های باز (انگلیسی: Open Windows) یک فیلم تکنو تریلر به کارگردانی ناچو ویگالوندو می باشد که در آن  الیجا وود و ساشا گری بازی می کنند.